# (185020) Pratte
Pour les articles homonymes, voir Pratte.
(185020) Pratte est un astéroïde de la ceinture principale.

## Description
(185020) Pratte est un astéroïde de la ceinture principale. Il fut découvert le 23 août 2006 à Charleston (ville de l'Illinois) par Robert Holmes. Il présente une orbite caractérisée par un demi-grand axe de 2,75 UA, une excentricité de 0,21 et une inclinaison de 8,5° par rapport à l'écliptique.

## Compléments